# Loxoconcha longispina
Loxoconcha longispina är en kräftdjursart som först beskrevs av A. J. Keij 1953.  Loxoconcha longispina ingår i släktet Loxoconcha och familjen Loxoconchidae. Inga underarter finns listade i Catalogue of Life.